# كارل بروير
كارل بروير هو لاعب هوكي جليد كندي، ولد في 21 أكتوبر 1938 في تورونتو في كندا، وتوفي بنفس المكان في 25 أغسطس 2001.

## وصلات خارجية
- كارل بروير على موقع دوري الهوكي الوطني (الإنجليزية)
- كارل بروير على موقع قاعة مشاهير الهوكي (لاعب أن.إتش.أل) (الإنجليزية)
- كارل بروير على موقع EliteProspects.com (الإنجليزية)
- كارل بروير على موقع HockeyDB.com (الإنجليزية)
- كارل بروير على موقع Hockey-Reference.com (الإنجليزية)
- كارل بروير على موقع قاعة كندا للمشاهير الرياضية (الإنجليزية)